# Integrační faktor
V matematice je integrační faktor funkce, kterou je potřeba znásobit danou rovnici obsahující diferenciály, abychom dostali její řešení. Používá se nejen pro řešení obyčejných diferenciálních rovnic, ale i v diferenciálním a integrálním počtu funkcí více proměnných, kde můžeme neexaktní diferenciál vynásobením integračním faktorem převést na exaktní (který je pak možné integrovat pro získání skalárního pole). To je zvlášť užitečné v termodynamice. Například funkce {\displaystyle 1/\Theta } ({\displaystyle \Theta }je termodynamická teplota) je integračním faktorem veličiny {\displaystyle Q} (teplo). Diferenciál {\textstyle \delta Q} není ve stavových proměnných totální diferenciál, kdežto {\textstyle {\textrm {d}}{\frac {Q}{\Theta }}} již ano. Veličina {\displaystyle \int {\frac {\delta Q}{\Theta }}} je již stavovou funkcí a až na konstantu {\displaystyle S_{0}} určuje veličinu entropie.

## Použití při řešení lineárních obyčejných diferenciálních rovnic prvního řádu
Integrační faktory jsou užitečné pro řešení obyčejných diferenciálních rovnice, které lze vyjádřit ve tvaru
{\displaystyle y'+P(x)y=Q(x)}
Základní myšlenkou je najít nějakou funkci {\displaystyle M(x)} nazývanou „integrační faktor“, kterou můžeme znásobit naši diferenciální rovnici, abychom levou stranu dostali pod společnou derivaci. Pro kanonické lineární diferenciální rovnice prvního řádu uvedeného tvaru použijeme integrační faktor
{\displaystyle M(x)=e^{\int _{s_{0}}^{x}P(s)\mathrm {d} s}}
znásobení původní rovnice výrazem {\displaystyle M(x)} dává
{\displaystyle y'e^{\int _{s_{0}}^{x}P(s)\mathrm {d} s}+P(x)ye^{\int _{s_{0}}^{x}P(s)\mathrm {d} s}=Q(x)e^{\int _{s_{0}}^{x}P(s)\mathrm {d} s}}
a použitím součinového pravidla v opačném směru lze levou stranu vyjádřit jako jedinou derivaci podle {\displaystyle x}
{\displaystyle y'e^{\int _{s_{0}}^{x}P(s)\mathrm {d} s}+P(x)ye^{\int _{s_{0}}^{x}P(s)\mathrm {d} s}={\frac {\mathrm {d} }{\mathrm {d} x}}(ye^{\int _{s_{0}}^{x}P(s)\mathrm {d} s})}
Tuto skutečnost použijeme pro zjednodušení našeho výrazu na
{\displaystyle {\frac {\mathrm {d} }{\mathrm {d} x}}(ye^{\int _{s_{0}}^{x}P(s)\mathrm {d} s})=Q(x)e^{\int _{s_{0}}^{x}P(s)\mathrm {d} s}}
Pak obě strany integrujeme vzhledem k {\displaystyle x}, přičemž nejdříve přejmenujeme {\displaystyle x} na {\displaystyle t}, takže dostaneme
{\displaystyle ye^{\int _{s_{0}}^{x}P(s)\mathrm {d} s}=\int _{t_{0}}^{x}Q(t)e^{\int _{s_{0}}^{t}P(s)\mathrm {d} s}\,\mathrm {d} t+C}
Přesunutím exponenciálních funkcí na pravou stranu dostaneme obecné řešení naší obyčejné diferenciální rovnice:
{\displaystyle y=e^{-\int _{s_{0}}^{x}P(s)\mathrm {d} s}\int _{t_{0}}^{x}Q(t)e^{\int _{s_{0}}^{t}P(s)\mathrm {d} s}\,\mathrm {d} t+Ce^{-\int _{s_{0}}^{x}P(s)\mathrm {d} s}}
V případě homogenní diferenciální rovnice, u níž je {\displaystyle Q(x)=0}, dostáváme
{\displaystyle y={\frac {C}{e^{\int _{s_{0}}^{x}P(s)\mathrm {d} s}}}}
kde {\displaystyle C} je konstanta.

### Příklad
Řešte diferenciální rovnici
{\displaystyle y'-{\frac {2y}{x}}=0.}
Vidíme, že v tomto případě {\displaystyle P(x)={\frac {-2}{x}}}
{\displaystyle M(x)=e^{\int P(x)\,\mathrm {d} x}}
{\displaystyle M(x)=e^{\int {\frac {-2}{x}}\,\mathrm {d} x}=e^{-2\ln x}={(e^{\ln x})}^{-2}=x^{-2}} (všimněte si, že nemusíme používat integrační konstantu – stačí nám libovolné řešení, nepotřebujeme obecné řešení)
{\displaystyle M(x)={\frac {1}{x^{2}}}.}
Znásobením obou stran výrazem {\displaystyle M(x)} dostaneme
{\displaystyle {\frac {y'}{x^{2}}}-{\frac {2y}{x^{3}}}=0}
{\displaystyle {\frac {y'x^{3}-2x^{2}y}{x^{5}}}=0}
{\displaystyle {\frac {x(y'x^{2}-2xy)}{x^{5}}}=0}
{\displaystyle {\frac {y'x^{2}-2xy}{x^{4}}}=0.}
Obrácením podílového pravidla dostaneme
{\displaystyle \left({\frac {y}{x^{2}}}\right)'=0}
nebo
{\displaystyle {\frac {y}{x^{2}}}=C\,}
což dává
{\displaystyle y\left(x\right)=Cx^{2}.}

## Obecné použití
Integrační faktor je libovolný výraz, kterým násobíme diferenciální rovnici, abychom umožnili její integraci. Není omezen na lineární rovnice prvního řádu. Například u nelineární rovnice druhého řádu
{\displaystyle {\frac {\mathrm {d} ^{2}y}{\mathrm {d} t^{2}}}=Ay^{2/3}}
lze jako integrační faktor použít {\displaystyle {\tfrac {dy}{dt}}}:
{\displaystyle {\frac {\mathrm {d} ^{2}y}{\mathrm {d} t^{2}}}{\frac {\mathrm {d} y}{\mathrm {d} t}}=Ay^{2/3}{\frac {\mathrm {d} y}{\mathrm {d} t}}.}
Pro integraci si všimněte, že obráceným použitím řetězového pravidla lze obě strany rovnice vyjádřit jako derivace:
{\displaystyle {\frac {\mathrm {d} }{\mathrm {d} t}}\left({\frac {1}{2}}\left({\frac {\mathrm {d} y}{\mathrm {d} t}}\right)^{2}\right)={\frac {\mathrm {d} }{\mathrm {d} t}}\left(A{\frac {3}{5}}y^{5/3}\right).}
odtud
{\displaystyle \left({\frac {\mathrm {d} y}{\mathrm {d} t}}\right)^{2}={\frac {6A}{5}}y^{5/3}+C_{0}.}
Tento tvar může být v některých případech užitečnější. Provedením separace proměnných dostaneme:
{\displaystyle \int {\frac {dy}{\sqrt {{\frac {6A}{5}}y^{5/3}+C_{0}}}}=t+C_{1};}
toto je implicitní řešení, které zahrnuje neelementární integrál. Pro svou složitost pravděpodobně není příliš užitečné, ale jedná se o obecné řešení. Stejnou metodu lze použít pro výpočet periody jednoduchého kyvadla.